# Nuketown
Nuketown — пісня американського репера Ski Mask the Slump God за участю Juice WRLD. Трек був спродюсований Fresh ThPharmacy і випущений як друга пісня з дебютного студійного альбому Ski Mask the Slump God Stokeley на лейблі Republic. Пісня була високо оцінена критиками, які відзначили скримінг обох виконавців, а також численні культурні посилання.
Пісня записана у гастрольному автобусі Гулбурна. Вперше уривок було опубліковано 1 вересня 2018 .

## Комерційний успіх пісні
«Nuketown» дебютував під номером 63 у чарті Billboard Hot 100. 22 липня 2020 Американська асоціація компаній звукрзапису видала пісні платинову сертифікацію.

## Чарти

### Тижневі чарти
| Чарт (2918-19)                        | Вища позиція |
| ------------------------------------- | ------------ |
| Канада (Billboard Canadian Hot 100)   | 81           |
| Нова Зеландія (RMNZ)                  | 10           |
| США (Billboard Hot 100)               | 63           |
| США (Billboard Hot R&B/Hip-Hop Songs) | 32           |

### Річні чарти
| Чарт (2019)      | Позиція |
| ---------------- | ------- |
| Португалія (AFP) | 1856    |